# Curriea sigwalti
Curriea sigwalti är en stekelart som beskrevs av Falco 2000. Curriea sigwalti ingår i släktet Curriea och familjen bracksteklar. Inga underarter finns listade i Catalogue of Life.